# Royal Rumble (2008)
Royal Rumble 2008 a fost cea de-a douăzecișiuna ediție a Royal Rumble, un eveniment pay-per-view de wrestling profesionist din World Wrestling Entertainment. A avut loc pe 27 ianuarie din 2008 de la Madison Square Garden în New York. Tema oficială a fost "Stand Up Pentru Rock 'N' Roll" de la Airbourne.
Spre deosebire de anii anteriori, castigatorul a Royal Rumble Match, John Cena a obținut un meci la No Way Out pentru Campionatul WWE. Această a fost excepție din cauza că Cena a ales să înainteze lupta pentru campionat.
În plus, Royal Rumble 2008 a fost primul PPV din WWE care a fost emis în HD (Înaltă Definiție).

## Rezultate
- Dark Match: Jimmy Wang Yang & Shannon Moore i-a învins pe Deuce 'N Domino (6:10)
  - Yang l-a numarat pe Moore
- Ric Flair l-a învins pe Montel Vontavious Porter. (7:49)
  - Flair l-a forțat pe MVP să predea cu "Figure Four Leglock".
  - Dacă Flair pierdea,  trebuia să se retragă din wrestling profesionist.
- John Bradshaw Layfield l-a învins pe Chris Jericho prin descalificare (9:24)
  - Jericho a fost descalificat după ce l-a lovit pe Layfield cu un scaun.
- Edge l-a învins pe Rey Mysterio păstrându-și WWE World Heavyweight Championship (12:34)
  - Edge l-a numarat pe Mysterio după o "Suliță".
  - În timpul luptei, Vickie Guerrero a intervenit în favoarea lui Edge.
- Randy Orton l-a învins pe Jeff Hardy și a păstrat centura WWE (14:06)
  - Orton l-a numarat pe Hardy după a întoarce un Twist of Fate" într-un "RKO".
- John Cena a castigat meciul Royal Rumble 2008. (51:33)
  - Cena l-a eliminat în sfârșit pe Triple H, castigand lupta.
  - Aceasta  fost întoarcerea lui Cenă după o accidentare la pectoral.

## Intrări și eliminări din Royal Rumble
Roșu ██ și "Raw" indică superstarurile din Raw, albastru ██ și "SD!" indică superstarurile din SmackDown!, mov ██ și "ECW" indică superstarurile din ECW, iar spațile în alb ██ și "Legend" indică legendele care a-u apărut în meci.
| Nr. | Concurent        | Brand  | Ordinea eliminări | Eliminat de            | Timp  | Eliminări |
| --- | ---------------- | ------ | ----------------- | ---------------------- | ----- | --------- |
| 1   | The Undertaker   | SD     | 11                | Shawn Michaels         | 32:33 | 3         |
| 2   | Shawn Michaels   | Raw    | 12                | Mr. Kennedy            | 32:39 | 2         |
| 3   | Santino Marella  | Raw    | 1                 | The Undertaker         | 00:25 | 0         |
| 4   | The Great Khali  | SD     | 2                 | The Undertaker         | 01:09 | 0         |
| 5   | Hardcore Holly   | Raw    | 6                 | Umaga                  | 13:46 | 0         |
| 6   | John Morrison    | ECW    | 14                | Kane                   | 29:23 | 0         |
| 7   | Tommy Dreamer    | ECW    | 3                 | Batista                | 02:09 | 0         |
| 8   | Batista          | SD     | 28                | Triple H               | 37:40 | 4         |
| 9   | Hornswoggle      | SD     | 16                | Never re-entered match | 26:17 | 1         |
| 10  | Chuck Palumbo    | SD     | 5                 | CM Punk                | 04:00 | 1         |
| 11  | Jamie Noble      | SD     | 4                 | Chuck Palumbo          | 00:28 | 0         |
| 12  | CM Punk          | ECW    | 17                | Chavo Guerrero         | 23:50 | 1         |
| 13  | Cody Rhodes      | Raw    | 18                | Triple H               | 23:14 | 0         |
| 14  | Umaga            | Raw    | 26                | Batista                | 26:05 | 1         |
| 15  | Snitsky          | Raw    | 10                | The Undertaker         | 12:26 | 0         |
| 16  | The Miz          | ECW    | 13                | Hornswoggle            | 13:07 | 0         |
| 17  | Shelton Benjamin | ECW    | 7                 | Shawn Michaels         | 00:18 | 0         |
| 18  | Jimmy Snuka      | Legend | 9                 | Kane                   | 02:43 | 0         |
| 19  | Roddy Piper      | Legend | 8                 | Kane                   | 01:00 | 0         |
| 20  | Kane             | SD     | 27                | Batista & Triple H     | 17:58 | 3         |
| 21  | Carlito          | Raw    | 22                | John Cena              | 15:07 | 0         |
| 22  | Mick Foley       | Legend | 20                | Triple H               | 11:29 | 0         |
| 23  | Mr. Kennedy      | Raw    | 25                | Batista                | 13:32 | 1         |
| 24  | Big Daddy V      | ECW    | 19                | Triple H               | 07:49 | 0         |
| 25  | Mark Henry       | SD     | 24                | John Cena              | 09:12 | 0         |
| 26  | Chavo Guerrero   | SD     | 23                | John Cena              | 07:33 | 1         |
| 27^ | Finlay           | SD     | 15                | Disqualified           | 00:00 | 0         |
| 28  | Elijah Burke     | ECW    | 21                | Triple H               | 02:11 | 0         |
| 29  | Triple H         | Raw    | 29                | John Cena              | 11:22 | 6         |
| 30  | John Cena        | Raw    | —                 | Winner                 | 08:28 | 4         |

1. ↑  „2008 Royal Rumble Statistics and Eliminations”. WWE. Accesat în 29 ianuarie 2008.
2. 1 2 3 4  „Royal Rumble 2008”. Pro Wrestling History. Accesat în 14 august 2009.